# Можаровський Генріх Степанович
Можаровський Генріх Степанович (27 квітня 1927 року) — український радянський інженер-гідрограф, морський арктичний картограф, викладач Київського національного університету імені Тараса Шевченка.

## Біографія
Народився 27 квітня 1927 року Фастові Київської області. Під час Другої Світової війни разом з родиною евакуйований до Росії. В Стерлітамаку (Башкирія) вступив до Московського ремісницького училища № 9. У 1944—1948 роках навчався на радіотехнічному відділенні Московського індустріально-педагогічного технікуму. У складі спортивного товариства «Трудові резерви» 12 серпня 1945 року брав участь в фізкультурному Параді Перемоги на Червоній площі в Москві. У 1948—1953 роках навчався на гідрографічному факультеті Ленінградського Вищого арктичного училища імені адмірала С. О. Макарова. Після закінчення училища за спеціальністю «інженер-гідрограф», спочатку проходив стажування в Гідрографічній службі Біломорської флотилії, а потім працював до жовтня 1957 року інженером, головним інженером, начальником лоцмейстерської партії морської бази Тіксі (північна Якутія), виконуючи різні види гідрографічних робіт, зокрема, в морях Лаптєвих, Східно-Сибірському на судні «Могильов», виконував роботу лоцмана в порту Нижнє-Янськ.
Наприкінці 1957 року повертається в Україну. У 1958—1971 роках працював начальником картографічної партії у Дніпровському басейновому управлінні річкових шляхів (Київ). За цей час керував підготовкою видання 31 атласу лоцманських карт Дніпра, Дніпровських водосховищ, а також інших судноплавних річок України. У 1971—1992 роках працював головним спеціалістом, заступником начальника відділу вишукувань інституту «Укргіпрорічтранс». У 1994—1996 роках— головний спеціаліст Головного управління навігації та океанографії Національного агентства морських досліджень і технологій, у 1997 році — старший редактор науково-виробничого підприємства «Укрморкартографія».
Освітянська діяльність розпочалася у 1968 році. Відтоді упродовж 10 років працював старшим викладачем кафедри геодезії та картографії Київського університету. Розробив і викладав спеціальний курс «Морська картографія». Автор розробки і впровадження нової методики картографування водосховищ із застосуванням дистанційних методів.

## Нагороди і відзнаки
Іменем Можаровського названа мілина на північ від Ведмежих островів у Східно-Сибірському морі.

## Наукові праці
Автор близько 50 наукових праць з теорії та практики морської картографії та складання річкових карт, історії картографування.

## Джерело
- Географи Київського університету [Архівовано 3 квітня 2018 у Wayback Machine.]

| Володимир Вернадський | Це незавершена стаття про українського науковця. Ви можете допомогти проєкту, виправивши або дописавши її. |